# Crno-bijeli svijet
Crno-bijeli svijet drugi je studijski album Prljavog kazališta, koji 1980. godine objavljuje diskografska kuća Suzy. Vokal je Davorin Bogović, a album sadrži hitove "Crno-bijeli svijet" i "Mi plešemo".

## Popis pjesama

### A strana
1. "Crno-bijeli svijet" (3:11)
2. "Moderna djevojka" (3:54)
3. "Nove cipele" (3:29)
4. "Nedjeljom ujutro" (4:22)
5. "Neka te ništa ne brine" (4:12)

### B strana
1. "Zagreb" (3:06)
2. "17 ti je godina tek" (3:19)
3. "Neki moji prijatelji" (2:57)
4. "Sam" (4:05)
5. "Mi plešemo" (4:31)

- Ukupno trajanje: 37:06.

## Izvođači
- ritam gitara - Jasenko Houra
- vokal - Davorin Bogović
- solo gitara - Marijan Brkić
- bas gitara - Ninoslav Hrastek
- bubnjevi - Tihomir Fileš

## Produkcija
- Producent - Ivan Piko Stančić
- Izvršni producent - Milan Škrnjug
- Aranžer - Jasenko Houra (skladbe: B2, B3, B5), Ivan Stančić (skladbe: A1 do A5, B1, B4)
- Tekst - Jerome Pomus (skladba: B2), Mortimer Shuman (skladba: B2)
- Tekst i glazba - Jasenko Houra (skladbe: A1 to A5, B1, B3, B5)
- Glazba - Schwabach Kurt (skladba: B2)
- Snimatelj - Bruno Malasoma
- Dizajn - Mirko Ilić
- Prijevod na hrvatski jezik - Mario Kinel (skladba: B2)
- Fotografija (unutrašnja strana albuma) - Damil Kalogjera
- Fotografija (vanjska strana albuma) - Marko Čolić

## Vanjske poveznice
- Feljton o počecima grupe